# Grande escândalo norte-americano dos bondes
O Grande escândalo norte-americano dos bondes se refere à compra e posterior liquidação de várias empresas operadoras de bondes nos Estados Unidos no início do século XX pela empresa National City Lines (NCL), uma sociedade de propósito específico formada por General Motors, Firestone, Standard Oil of California e Phillips Petroleum. O suposto objetivo seria incentivar o uso do automóvel ao reduzir drasticamente a disponibilidade de transporte público.